# Черноглав александър
Черноглав александър (Psittacula himalayana) е вид птица от семейство Psittaculidae.

## Разпространение
Видът е разпространен в Афганистан, Бутан, Индия, Непал и Пакистан.